# Бобічешть (Олт)
Бобічешть, Бобічешті (рум. Bobicești) — село у повіті Олт в Румунії. Входить до складу комуни Бобічешть.
Село розташоване на відстані 155 км на захід від Бухареста, 18 км на захід від Слатіни, 27 км на схід від Крайови.

## Населення
За даними перепису населення 2002 року у селі проживали 939 осіб, усі — румуни. Усі жителі села рідною мовою назвали румунську.